# Kraftwerkskomplex Mantaro
Der Kraftwerkskomplex Mantaro (spanisch Complejo Hidroenergético del Mantaro) befindet sich im Distrikt Colcabamba (Provinz Tayacaja, Region Huancavelica) in Peru. Der Komplex stellt das größte Wasserkraftwerk Perus dar (Stand: März 2015) und setzt sich aus drei Teilen zusammen: der Talsperre Tablachaca, dem Kraftwerk Santiago Antúnez de Mayolo und dem Kraftwerk Restitución.
Der Kraftwerkskomplex Mantaro ist im Besitz von Electroperú (EP) und wird auch von EP betrieben.

## Historie
Erste Untersuchungen zur Nutzung der Wasserkraft am Río Mantaro wurden in den 1940er Jahren durch den peruanischen Ingenieur und Physiker Santiago Antúnez de Mayolo durchgeführt. Er legte 1945 eine Studie für ein Wasserkraftwerk am Mantaro vor. 1961 wurde die Corporación de Energía Eléctrica del Mantaro (CORMAN) mit dem Ziel gegründet, das Projekt eines Wasserkraftwerks am Mantaro zu realisieren. Mit der Errichtung des Kraftwerkskomplexes wurde dann im Jahre 1967 begonnen. Das Bauvorhaben wurde in drei Schritten verwirklicht.
Als erstes wurden von Juni 1967 bis Oktober 1973 die Talsperre Tablachaca, das Kraftwerk I sowie der Verbindungstunnel zwischen den beiden errichtet. Die ersten drei Maschinen des Kraftwerks I gingen im Oktober 1973 ans Netz. In einem zweiten Schritt wurden zusätzliche Druckrohre errichtet und im Mai 1979 folgte die Inbetriebnahme der restlichen vier Maschinen. Danach wurde das Kraftwerk II als letzter Teil des Projektes errichtet und im November 1984 gingen zusätzliche drei Maschinen ans Netz.

## Absperrbauwerk
Die Talsperre Tablachaca (span. Represa de Tablachaca, ⊙) staut den Mantaro, einen Quellfluss des Río Ene und damit des Amazonas. Das Absperrbauwerk ist eine Bogenstaumauer aus Beton mit einer Höhe von 77 (bzw. 80) m. Die Mauerkrone liegt auf einer Höhe von 2697 m über dem Meeresspiegel. Die Länge der Mauerkrone beträgt 180 m.
Von der Talsperre wird das Wasser zunächst durch einen Tunnel (Länge 19,8 km, Durchmesser 4,8 m) und danach durch drei Druckrohrleitungen (Länge 1,6 km, Durchmesser 3,3 m) zum Kraftwerk I geleitet.

## Stausee
Bei Vollstau fasst der Stausee der Talsperre Tablachaca 7 Mio. m³ Wasser. Da die Wasserführung des Mantaro aufgrund von Regen- und Trockenzeit schwankt, werden verschiedene Talsperren im Flusssystem des Mantaro oberhalb der Talsperre Tablachaca zur Regulierung genutzt, darunter die Talsperre Upamayo am Junín-See. Der Junín-See, aus dem der Mantaro entspringt, hat ein Gesamtvolumen von 556 (bzw. 580) Mio. m³ Wasser – davon können 441 Mio. m³ genutzt werden.

## Kraftwerk I
Das Kraftwerk Santiago Antúnez de Mayolo (⊙) liegt in der Nähe von Campo Armiño auf einer Höhe von 1840 m über dem Meeresspiegel. Die Ortschaft Campo Armiño wurde eigens für die am Bau beschäftigten Arbeiter errichtet.
Das Kraftwerk ist nach Santiago Antúnez de Mayolo benannt, der erste Studien zur Nutzung der Wasserkraft am Mantaro unternommen hat. Es hat eine installierte Leistung von 798 MW. Das Kraftwerk nahm 1973 den Betrieb mit drei Maschinen auf. Im Jahre 1979 folgten die restlichen vier Maschinen. Die Jahreserzeugung lag im Jahre 2009 bei 5,369 Mrd. kWh; das entsprach 16,3 % des in diesem Jahr in Peru erzeugten Stroms.
In seinem Maschinenhaus befinden sich sieben Pelton-Turbinen mit vertikaler Welle und jeweils vier Düsen. Jede Turbine hat eine maximale Leistung von 114 MW. Die Generatoren leisten 120 MVA, ihre Nennspannung beträgt 13,8 kV. Die Nenndrehzahl der Turbinen liegt bei 450/min. In der Schaltanlage wird die Generatorspannung von 13,8 kV mittels Leistungstransformatoren auf 230 kV hochgespannt.
Laut Global Energy Observatory (GEO) wurden sowohl die Turbinen als auch die Generatoren von Ansaldo geliefert. Laut OSINERGMIN wurden die Turbinen von Riva Calzoni und die Generatoren von ASGEN geliefert.
Die maximale Fallhöhe beträgt 748 m. Der maximale Durchfluss liegt bei 15,78 m³/s je Turbine. Danach wird das Wasser vom Kraftwerk I über eine einzelne Druckrohrleitung (Länge 500 m) zum Kraftwerk II weitergeleitet.

## Kraftwerk II
Das Kraftwerk Restitución (⊙) ist ein Kavernenkraftwerk mit einer installierten Leistung von 210 MW. Es wurde 1984 in Betrieb genommen. Die Jahreserzeugung lag im Jahre 2009 bei 1,680 Mrd. kWh; das entsprach 5,1 % des in diesem Jahr in Peru erzeugten Stroms.
Es erhält sein Wasser vom Kraftwerk I. Von dort wird es über eine 100 m lange Brückenröhre mit einer anschließenden 800 m langen Druckröhre dem Kraftwerk zugeführt. Unterhalb des Kraftwerks gelangt das Wasser wieder in den Río Mantaro (⊙).
In seinem Maschinenhaus befinden sich drei Pelton-Turbinen mit vertikaler Welle und jeweils sechs Düsen. Jede Turbine hat eine maximale Leistung von 70 MW. Die Generatoren leisten 82,5 MVA, ihre Nennspannung beträgt 13,8 kV. Die Nenndrehzahl der Turbinen liegt bei 200/min. In der Schaltanlage wird die Generatorspannung von 13,8 kV mittels Leistungstransformatoren auf 231 kV hochgespannt.
Die Turbinen wurden von Riva Calzoni und die Generatoren von Ansaldo geliefert.
Die maximale Fallhöhe beträgt 257 m. Der maximale Durchfluss liegt bei 32 m³/s je Turbine.